# Isoa Nasilasila

a Compétitions nationales et continentales officielles uniquement.

b Matchs officiels uniquement.
Dernière mise à jour le 14 février 2025.
Isoa Nasilasila, né le 13 septembre 1999 à Campbelltown (Australie), est un joueur international fidjien de rugby à XV évoluant principalement au poste de deuxième ligne, avec les Fijian Drua en Super Rugby.

## Biographie

### Carrière en club
Isoa Nasilasila commence sa carrière senior avec le club de Southern Districts en 2020 dans le Shute Shield.
En 2022, il est intégré dans l'effectif des Fijian Drua pour la saison 2022 de Super Rugby et dispute leur premier match contre les Waratahs en tant que titulaire,. 

### En équipe nationale
Isoa Nasilasila représente l'équipe des Fidji des moins de 20 ans, puis les Fidji Warriors.
Le deuxième ligne obtient sa première cape internationale avec les Flying Fijians en 2022 contre les Tonga lors de la Coupe des nations du Pacifique.
En août 2023, il est retenu dans le groupe de 33 joueurs sélectionnés pour participer à la Coupe du monde en France. Durant le Mondial, il est choisi comme titulaire lors des cinq rencontres des Fidji, dont le quart de finale contre l'Angleterre.

## Statistiques en équipe nationale
- 13 sélections avec les Fidji, toutes en tant que titulaire[4].
- Participation à la Coupe du monde 2023 (5 matchs).

## Palmarès
Néant